# 加古 (稲美町)
加古（かこ）は、兵庫県加古郡稲美町の大字。郵便番号は675-1105。
稲美町の北西部に位置し、加古川市と接する。面積は約6.40m2で稲美町全体の約18% にあたる。なお、ここでは、1955年（昭和30年）まで同地域に存在していた加古村についても記載する。

## 地理

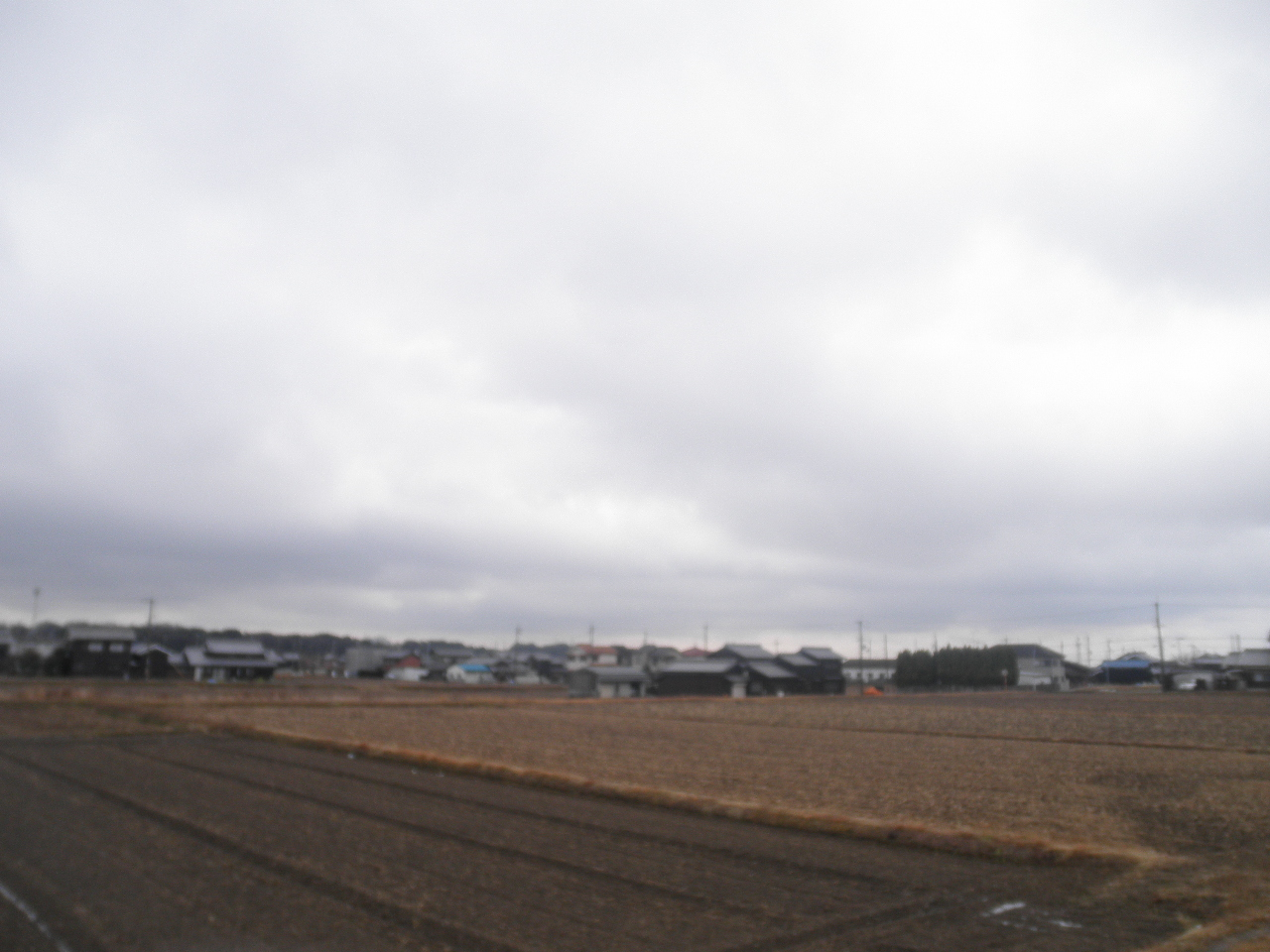
加古にある農村地帯

加古地域は、明石川、志染川の分水山地である雄岡・雌岡両古生層山地付近から加古川河岸・播磨灘方面に扇状に広がる洪積台地である印南台地に位置している。地域全体が西部にある曇川（くもりがわ）に向かって緩やかに下っている。兵庫県で最も面積が広い加古大池があり、毎年8月上旬に「いなみ大池まつり」が開催される。

## 歴史

### 沿革
加古新村開発の事情を示す『加古新村由来記』によると、中西条村（現 加古川市八幡町中西条）の庄屋である加古沢兵衛がこの地の開発を思いつき、まず3年間、コメ、ムギ、ダイズなどの穀物を栽培した。その結果収量が良好であったので、定住するに適しているか、さらに3年間夏冬に居住して調査した。1660年（万治3年）、姫路藩の開発許可が下り、上西条村（現 加古川市八幡町上西条）の喜平次、下村（現 加古川市八幡町下村）の治兵衛とともに開発が始まったとされる。この開発により誕生した村は、加古沢兵衛の名を取って、「加古新村」と名付けられた。
1889年（明治22年）、町村制の施行により、単独で村制を施行した。1947年（昭和22年）10月1日、加古村に改称した。1955年（昭和30年）3月31日、加古郡天満村・母里村と合併し、稲美町の一部となった。

### 年表
- 1660年（万治3年）- 加古沢兵衛らにより開発が始まる。
- 1882年（明治15年） - 組合立鳴が丘小学校（現 稲美町立加古小学校）創立される。
- 1889年（明治22年）4月1日 - 町村制の施行により加古新村が発足する。
- 1899年（明治32年）5月 - 加古郡全町村組合立第二加古高等小学校創立される[9]。
- 1903年（明治36年）5月 - 組合解散に伴い、加古新村八幡村神野村天満村組合立加古高等小学校創立される[9]。
- 1910年（明治45年）3月 - 加古高等小学校廃校となる[9]。
- 1947年（昭和22年）4月22日 - 加古郡神野村・八幡村と共同で、兵庫県加古郡学校組合立山手中学校を創立する。
- 1948年（昭和23年）10月1日 - 加古村に改称する。
- 1949年（昭和24年） - 加古大池が完成する。
- 1955年（昭和30年）3月31日 - 加古郡天満村・母里村と合併し、稲美町の一部となる。
- 1977年（昭和52年）4月1日 - 稲美町立稲美中学校が開校により中学校の学区が変更される。
- 1985年（昭和60年）4月6日 - 稲美町立稲美北中学校が開校し、中学校の学区が変更される。

## 世帯数と人口
2022年（令和4年）2月28日現在の世帯数と人口は以下の通りである。
| 町丁 | 世帯数    | 人口    |
| ---- | --------- | ------- |
| 加古 | 1,658世帯 | 3,981人 |

## 小・中学校の学区
町立小・中学校に通う場合、学区は以下の通りとなる。
| !番地 | 小学校             | 中学校               |
| ----- | ------------------ | -------------------- |
| 一部  | 稲美町立加古小学校 | 稲美町立稲美北中学校 |
| 一部  | 稲美町立天満小学校 | 稲美町立稲美北中学校 |

## 交通

### 鉄道
地内には鉄道は走っていない。

### バス
- 神姫バス

### 道路

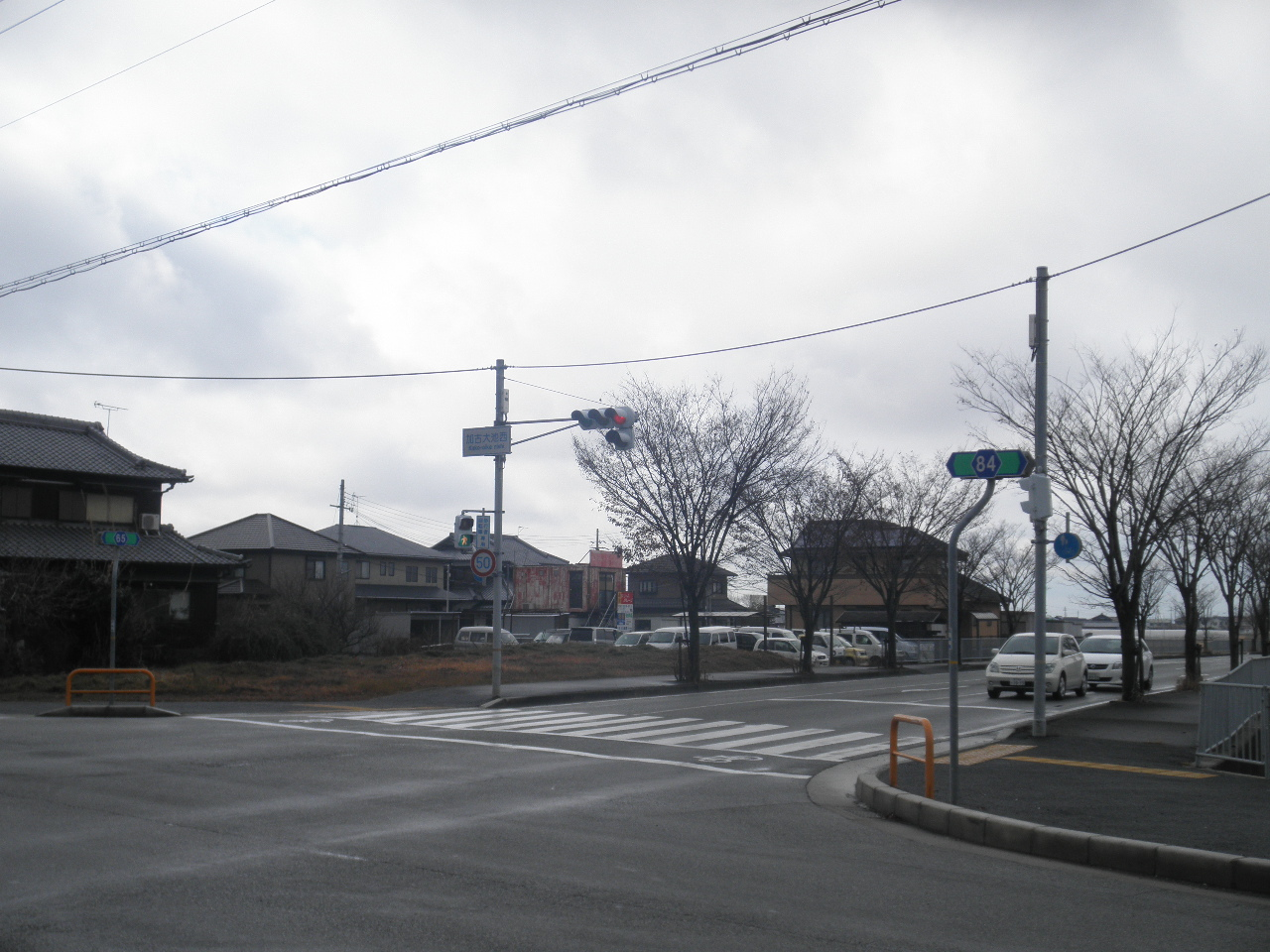
兵庫県道65号神戸加古川姫路線
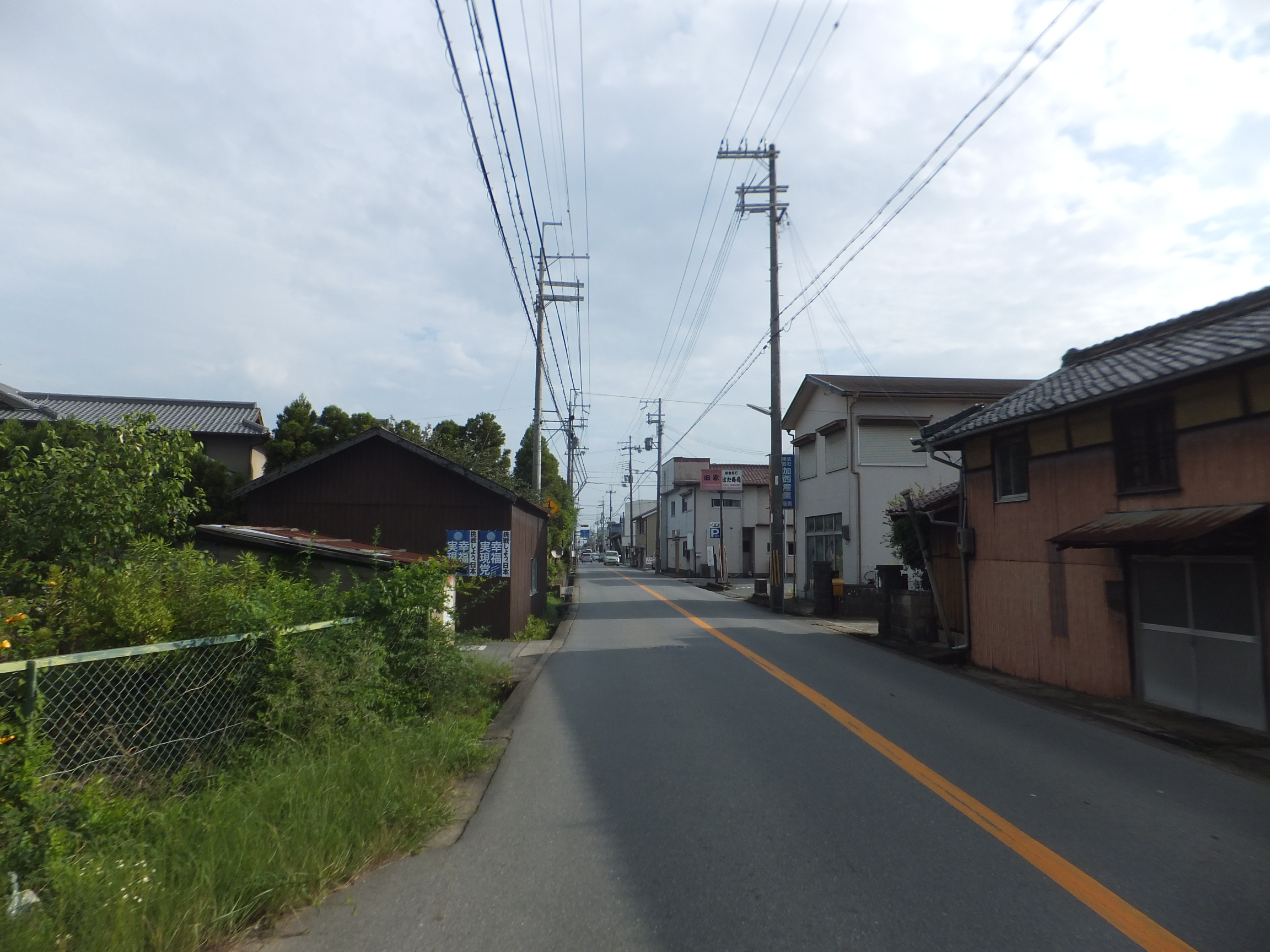
兵庫県道84号宗佐土山線
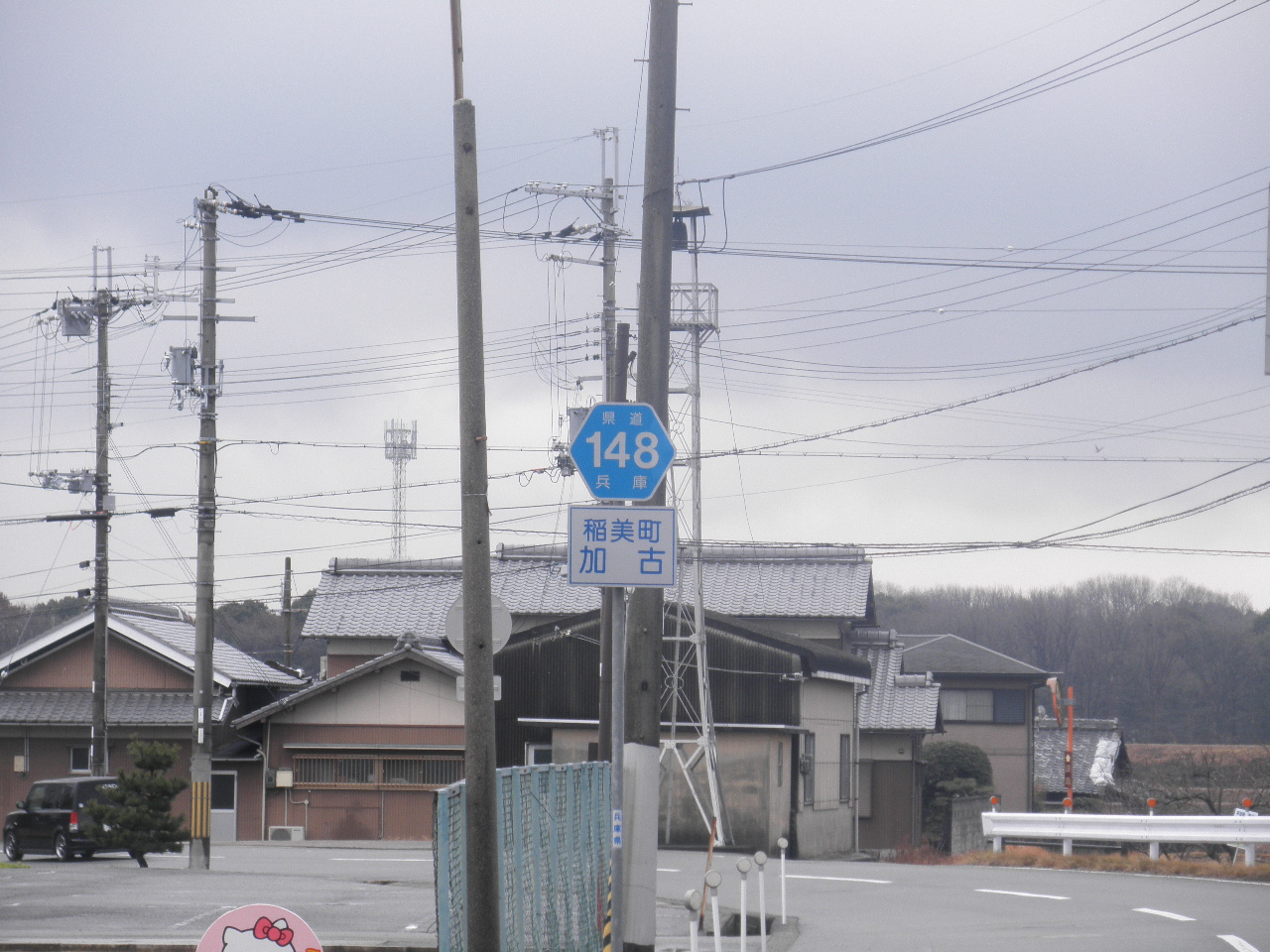
兵庫県道148号大久保稲美加古川線

- 兵庫県道65号神戸加古川姫路線
- 兵庫県道84号宗佐土山線
- 兵庫県道148号大久保稲美加古川線

## 公共施設
- 稲美町立加古幼稚園
- 稲美町立加古小学校
- 稲美町立稲美北中学校
- 加古保育園
- 加古福祉会館
- 加古大池公園
- 加古農村公園
- 鳴ヶ岡スポーツ公園

## 神社
- 加古八幡神社 - 1680年（延宝8年）年造営。毎年10月に秋祭が行われる。
- 鳴ヶ岡稲荷神社 - 39 の朱色の鳥居が参道に並んでいる。
- 祇園神社

## 企業など
- 神戸鉄工中小企業協同組合
- 日本マタイ 兵庫工場